# Corporation (videogioco 1988)
Corporation (titolo di copertina) o The Corporation (titolo su schermo) è un videogioco strategico in tempo reale pubblicato nel 1988 per Commodore 64 dalla filiale britannica della Activision. Si svolge su un asteroide dove due compagnie rivali devono estrarre minerali ed eventualmente combattersi. Consiste nel controllo di unità robotiche sulla mappa del planetoide e all'occorrenza anche in osservazioni della superficie con visuale in prima persona.
Fu pubblicizzato anche per Amstrad CPC e ZX Spectrum, versioni in realtà mai realizzate.

## Trama
È l'anno 3026 e gli Stati non contano più nulla, il potere è in mano alle grandi corporazioni e solo il successo economico ha importanza. È stato scoperto un asteroide ricco del prezioso cristallo di Minorthian e due società concorrenti inviano sulla sua superficie le attrezzature per la propria missione di estrazione mineraria. Ciascuna fazione installa una raffineria con un comandante umano e una squadra di veicoli robotici detti MRU (Mobile Robotic Unit) che operano sulla superficie. L'asteroide si trova in rotta di collisione con una luna e i due comandanti devono raccogliere più Minorthian possibile prima che si distrugga. Non esiteranno anche a usare MRU da combattimento contro la squadra rivale.

## Modalità di gioco
Corporation è per un giocatore contro il computer oppure per due giocatori in competizione simultanea. In entrambi i casi lo schermo di gioco è diviso in verticale e ciascuna metà è dedicata all'azione di una delle due fazioni. Ciascun contendente comanda una squadra mineraria robotica di unità MRU su una mappa dell'asteroide suddivisa in caselle e ha una raffineria fissa come campo base. L'obiettivo è estrarre la quota richiesta di minerale.
Il programma è in tre parti a caricamento separato. La prima parte consiste in un menù e in una serie di schermate con informazioni in inglese sulla missione e sui tipi di attrezzature disponibili. Si inizia quindi la partita, con lo schermo diviso, e tramite un menù di testo ciascun contendente deve creare la propria squadra di MRU spendendo una quantità di denaro predefinita. Si decide anche la durata della partita, che può essere di 12, 24 o 36 ore nel tempo immaginario del gioco. Infine la terza parte è l'azione vera e propria, in tempo reale, dopo l'atterraggio sull'asteroide.
Sono disponibili i seguenti 6 tipi di MRU, di cui i primi tre sono strettamente necessari allo svolgimento della missione:
- ricognitori, che individuano i giacimenti di minerale e il terreno instabile (pericoloso per gli altri MRU) disposti casualmente in zone sconosciute della superficie dell'asteroide. Una volta trovati dal ricognitore, questi elementi diventano visibili al giocatore come simboli colorati;
- estrattori del minerale individuato;
- trasportatori del minerale estratto, che dev'essere prelevato e portato alla raffineria;
- lanciamissili guidati, per distruggere gli MRU avversari. Se si distrugge un trasportatore, ci si può impossessare del suo carico, che rimane a terra;
- cannoniere, meno potenti dei lanciamissili;
- mimetizzatori, che rendono invisibili al nemico tutte le proprie unità nel raggio di 3 caselle, a meno che un'unità avversaria non sia in una casella adiacente.

Tutti i tipi di MRU inoltre si possono scegliere alimentati a energia solare oppure a energia da fusione; quelli a energia solare costano meno, ma rimangono inattivi di notte. Sull'asteroide infatti c'è un ciclo giorno-notte, metà della sua superficie è ombreggiata e l'ombra si sposta col tempo. Strategicamente è importante trovare un giusto equilibrio tra unità con i due tipi di alimentazione.
Durante l'azione, la parte in alto della propria metà schermo mostra una semplice mappa di tutto l'asteroide, sotto forma di una griglia di 15x5 zone. Qui si vede la posizione della propria base e in quali zone attualmente è giorno/notte. La finestra più grande in basso mostra, con vista dall'alto, l'ingrandimento della zona attualmente inquadrata, a sua volta divisa in 4x4 caselle. La superficie è sempre di tipo lunare e le MRU sono mostrate come quadrati contrassegnati da lettere che identificano il modello.
Con un cursore ci si sposta sulla mappa e si selezionano le MRU in campo, per comandargli in quale casella andare a svolgere automaticamente la propria funzione.
Quando si accede alla raffineria, al posto delle finestre grafiche appare un menù di testo con le proprie MRU presenti all'interno, selezionabili per farle uscire, e altre informazioni come la quantità di minerale raccolta.
Ogni MRU, se attiva, può anche entrare nella visuale in prima persona, che sostituisce quella della mappa. La visuale è ruotabile a 360°, per vedere i dintorni e selezionare depositi di minerali e nemici per esaminarli. La mappa in alto viene invece sostituita da un radar che mostra le MRU nelle vicinanze. La visuale in prima persona in particolare permette di scegliere bersagli da attaccare con le MRU da combattimento, attivando un mirino che cambia colore quando si può sparare a un bersaglio lontano. L'azione del combattimento comunque è limitata e statica; non serve abilità da sparatutto, l'importante è fare giuste scelte strategiche ed essere rapidi nel dare comandi sulla mappa.
Se si completa la missione raggiungendo in tempo la quantità di minerale richiesta, si riceve un codice permanente che permette di accedere a una missione successiva, con più denaro a disposizione e più minerale richiesto.

## Accoglienza
Corporation ricevette perlopiù valutazioni medie o basse dalla critica europea. 
Secondo Zzap! erano buone l'idea originale e la grafica, ma c'è carenza di varietà. Diverse altre riviste descrissero il gioco come noioso, almeno a lungo termine.
Secondo alcune si riduce in sostanza a impegnarsi costantemente a estrarre in fretta il minerale, mentre il combattimento è poco utile.
Super Commodore fu un caso insolito di rivista molto soddisfatta; a suo parere il gioco non eccelle per la grafica, quasi austera, ma è decisamente interessante dal punto di vista strategico.